# (15099) Janestrohm
(15099) Janestrohm est un astéroïde de la ceinture principale.

## Description
(15099) Janestrohm est un astéroïde de la ceinture principale. Il fut découvert le 5 janvier 2000 à Socorro par le programme LINEAR. Il présente une orbite caractérisée par un demi-grand axe de 2,66 UA, une excentricité de 0,19 et une inclinaison de 6,3° par rapport à l'écliptique.

## Compléments